# ウルトラマンM730 ウルトラマンランド
ウルトラマンM730 ウルトラマンランド（うるとらまんえむななさんれい うるとらまんらんど）は、1996年4月1日から同年9月30日までにテレビ東京系で放送された5分間の帯番組。

## 概要
P78星雲ウルトラPの星にあるウルトラマンランドに住むカイジュウたちを描いた人形劇作品。ウルトラマンフェスティバルなどで上演されていた劇団こがねむしによる『怪獣人形劇ウルトラP』のテレビドラマ版であり、上演版と同じく劇団こがねむしが制作を行なっている。本作以前にも劇団こがねむしによるイメージビデオが製作されている。
『ウルトラセブン』未登場の宇宙人ピニアや快獣ブースカ、チャメゴン、ノンマルトやTACの隊員など、マニアックなキャラが選出されているのも特徴。
複数のキャラクターが登場する回では、劇団員ではない円谷プロ社員が人形の操演を行なったこともある。
放送末期の1996年9月に『ウルトラマンティガ』の放送が開始されたこともあり、この作品にて、1988年開始の『ウルトラ怪獣大百科』以来、累計8年半にわたって続いたウルトラシリーズのテレビ東京系での帯番組は、2003年10月に『ウルトラマンボーイのウルころ』が開始されるまでの7年間、一時終了となった。

## 登場キャラクター
- ウルトラマン…ウルトラマンランドを守るヒーロー。平和なため出番が少ない。
- 80先生…怪獣スクールのピグモンのクラスの担任。ユリアン先生のことが好きらしい。
- ユリアン先生…保健医。女の子に人気がある。なぜか80先生に優しい。
- チブル大先生…怪獣スクールの校長先生。物知りで穏やか、ちょっとおっちょこちょい。
- メフィラス教頭…怪獣スクールの教頭先生。気障で決まりごとに厳しい。
- ペガッサ博士…怪獣スクールの科学担当教師。ウルトラPに住むための1/8トンネルも製作した。
- メトロン教授
- ザラブティーチャー…怪獣スクールの言語担当教師。
- アルマ…80の幼馴染で、よく80に会いに勝手に学校に入ってくる。『80』本編未登場の宇宙人態で登場。ペットのジャッキーと共に行動する。
- ピグモン…80の生徒。生徒たちの中心人物。
- レッドキング…80の生徒。いたずら好きだが心やさしい。
- キーラ…80の生徒。ガリ勉。
- ジラコ…80の生徒。元気がよくやさしい。
- アギラ…80の生徒。正義の心が強く、弱いものいじめが嫌い。
- イカルス…80の生徒。のんびり屋。
- アカネ…80の生徒。明るい女の子で身が軽く人気者。この名前は「帰ってきたウルトラマン」本編でケンタウルス星人が変身した女性の名前から。
- モノロン…80の生徒。まじめな性格でアカネと仲良し。80先生が好き。この名前はゴース星人が「戦え!!マイティジャック」で改造されたモノロン星人から。
- アイちゃん…80の生徒。まだ幼くアインとしか離せない。
- ケロロ…80の生徒。植物に詳しい。
- ジラース…ジラコの母。
- アイロスパパ…アイちゃんの父。
- レッドキングママ[注釈 1]…レッドキングの母。
- ギガコ…レッドキングの家の家政婦
- ケンタウルス…アカネの母。エアロビクスを踊る。
- ゴース…モノロンの母。働き者。
- ガラ母ちゃん…ピグモンの母[2]。
- ピグタン…ピグモンの従弟[2]。
- グラナダ…アカネのペット。いつもアカネの後をついてくる。
- パッキー…モノロンのペット。愛想はないが飼い主のことは好き。
- ギロン
- ブンタ…ギロンのペット。
- アンチラ
- ザイゴン…アンチラのペット。
- キュラソ
- ペスター…キュラソのペット。
- グロテス
- コダイゴン…グロテスのペット。
- アトランタ
- ピンキー…アトランタのペット。
- ネロンガ…田舎の兄弟・兄。
- ガボラ…田舎の兄弟・弟。
- ブースカ…ピグモンがある日ラーメンを食べようとしたところ、中にトカゲが入って、カイジュウになった[2]。ピグモンの家に居候。ピグモンのことを「ピグモン様」と呼ぶ。
- チャメゴン…ブースカの弟。レッドキングの家に居候
- ギャンテンストリオ
  - ゲスラ…主にうるとら漫才の回で出てくる。
  - テレスドン…ゲスラと同様。主にツッコミ役[2]。
  - ギャンゴ…ゲスラ、テレスドンと同様。主にボケ役[2]。
- ドリカス（ドリームギラス、カイテイガガン、スノーギランで略して「ドリカス」[2]）。
  - ドリームギラス…うるとら漫才の回で後半からゲスラ、テレスドン、ギャンゴを引き継ぎ、出てきた。カイテイガガンとスノーギランとコンビで登場
  - カイテイガガン
  - スノーギラン
- エイリアンファイブ
  - ヤング・ペガッサ…ベース担当。
  - ナイスガイ・ゴドラ…ショルダーキーボード担当。
  - ダンディー・メトロン…キーボード担当。
  - ピート・バルタン…ドラム担当。
  - ジョニー・イカルス…メインボーカル担当。
- ザ・シーモンズ…海のモンスターと子門真人を掛け合わせた駄洒落になっている[2]。
  - ノンマサト…アフロヘアーのカツラをかぶり、明らかに子門真人のパロディになっているが、明言はされていない。
  - マダムラゴン…『ウルトラQ』に登場した雌のラゴンを意識してあり、バストが膨らんでいる。
  - レディピニヤ…ウルトラセブンの没シナリオに沿って造形されたNGスーツ「ピニア」（後にペロリンガ星人に改造された）をモデルに女性型に作られている。
  - スーパーガイロス
- ササヒラーイサオ[注釈 2]
- 若者ゴモラ…ケムケム大師匠の弟子。ウルトラ怪獣No.1グランプリ（U1グランプリ）目指して、格闘技や仙術の修行をしている[2]。
- ケムケム大師匠…普段は山のてっぺんにいる、たくさんの術を身につけている大仙人。でもいつも失敗する。ゴモラの術の師匠であるが、ギャンゴのお笑いの師匠でもある。
- グドン…ウルトラ怪獣No.1グランプリ（U1グランプリ）目指して、ツインテルテル大師匠の下で格闘技や術の修行をしている。テレビシリーズとは立場が逆になっている。
- ツインテルテル大師匠…グドンの師匠。
- ペダン星人…キングジョーを操って、ウルトラPの星を侵略に来た宇宙人。
- キングジョー
- ウルトラセブン…ウルトラPの星を守るためキングジョーと戦った。
- カネ子プロデューサー（実写のオマケコーナーでの登場）
- エレ金ディレクター（実写のみ）

## スタッフ
- 人形操作 - 劇団こがねむし
- 作・音楽 - 小林英幸（劇団こがねむし）
- プロデューサー・演出 - 満田かずほ
- 企画・製作 - 円谷プロダクション

## 主題歌
- OP「スキャットウルトラマン〜光り輝く未来へ〜」

## 放映リスト
参照宇宙船YB 1997, pp. 58–59
| 話数 | 放送日  | コーナー | サブタイトル                                     |
| ---- | ------- | -------- | ------------------------------------------------ |
| 1    | 4月1日  | ドラマ   | ウルトラマンランドへようこそ                     |
| 2    | 4月2日  | 歌       | ウルトラマンの歌                                 |
| 3    | 4月3日  | ドラマ   | これがかいじゅうスクールだ                       |
| 4    | 4月4日  | 寄席     | うるとら漫才（初舞台編）                         |
| 5    | 4月5日  | ドラマ   | ウルトラマンランドはこうしてできた               |
| 6    | 4月8日  | ドラマ   | 80先生がやって来た                               |
| 7    | 4月9日  | 歌       | ウルトラセブンの歌                               |
| 8    | 4月10日 | ドラマ   | 80先生はりきる                                   |
| 9    | 4月11日 | 寄席     | うるとら漫才（新入学編）                         |
| 10   | 4月12日 | ドラマ   | ゴモラとケムケム大師匠 (PART-1)                  |
| 11   | 4月15日 | ドラマ   | エリマキ怪獣がやって来た                         |
| 12   | 4月16日 | 歌       | ウルトラマンタロウの歌                           |
| 13   | 4月17日 | ドラマ   | ゴモラとケムケム大師匠 (PART-2)                  |
| 14   | 4月18日 | 寄席     | うるとら漫才（勉強編）                           |
| 15   | 4月19日 | ドラマ   | 宇宙から来たくいしんぼう                         |
| 16   | 4月22日 | ドラマ   | これが青春だ                                     |
| 17   | 4月23日 | 歌       | ウルトラマン80の歌                               |
| 18   | 4月24日 | ドラマ   | ゴモラとケムケム大師匠 (PART-3)                  |
| 19   | 4月25日 | 寄席     | うるとら漫才（名前ど忘れ編）                     |
| 20   | 4月26日 | ドラマ   | 宇宙から来たあばれんぼう                         |
| 21   | 4月29日 | ドラマ   | ゴモラとケムケム大師匠 (PART-4)                  |
| 22   | 4月30日 | 歌       | ウルトラマンパワードの歌                         |
| 23   | 5月1日  | ドラマ   | 3匹の子ピグ                                      |
| 24   | 5月2日  | 寄席     | うるとら漫才（名前大ボケ編）                     |
| 25   | 5月3日  | ドラマ   | 親子そろってピクニック                           |
| 26   | 5月6日  | ドラマ   | うちのペットが一番よ                             |
| 27   | 5月7日  | 歌       | スキャットウルトラマン                           |
| 28   | 5月8日  | ドラマ   | ゴモラとケムケム大師匠 (PART-5)                  |
| 29   | 5月9日  | 寄席     | うるとら漫才（テンちゃん大怒り編）               |
| 30   | 5月10日 | ドラマ   | 私のグラナダ                                     |
| 31   | 5月13日 | ドラマ   | ゴモラとケムケム大師匠 (PART-6)                  |
| 32   | 5月14日 | 歌       | ウルトラマンエースの歌                           |
| 33   | 5月15日 | ドラマ   | 目を覚ませレッドキング                           |
| 34   | 5月16日 | 寄席     | うるとら漫才（ウルトラ兄弟全部言えるか編）       |
| 35   | 5月17日 | ドラマ   | 土の中からこんにちは                             |
| 36   | 5月20日 | ドラマ   | ペガッサ先生あせる                               |
| 37   | 5月21日 | 歌       | ザ・ウルトラマンの歌                             |
| 38   | 5月22日 | ドラマ   | ゴモラとケムケム大師匠 (PART-7)                  |
| 39   | 5月23日 | 寄席     | うるとら漫才（早口言葉編）                       |
| 40   | 5月24日 | ドラマ   | おもちゃ0（ゼロ）指令                            |
| 41   | 5月27日 | ドラマ   | 恋のライバル                                     |
| 42   | 5月28日 | 歌       | ウルトラマングレートの歌                         |
| 43   | 5月29日 | ドラマ   | ゴモラとケムケム大師匠 (PART-8)                  |
| 44   | 5月30日 | 寄席     | うるとら漫才（演歌の花道編）                     |
| 45   | 5月31日 | ドラマ   | ピグずきんちゃん                                 |
| 46   | 6月3日  | ドラマ   | 3匹ピグのガラガラモン                            |
| 47   | 6月4日  | 歌       | ウルトラマンレオの歌                             |
| 48   | 6月5日  | ドラマ   | ゴモラとケムケム大師匠 (PART-9)                  |
| 49   | 6月6日  | 寄席     | うるとら漫才（演歌の花道編2）                    |
| 50   | 6月7日  | ドラマ   | 80先生大変困る                                   |
| 51   | 6月10日 | ドラマ   | 巨大怪獣出現                                     |
| 52   | 6月11日 | 歌       | 帰ってきたウルトラマンの歌                       |
| 53   | 6月12日 | ドラマ   | 恋は突然に                                       |
| 54   | 6月13日 | 寄席     | うるとら漫才（ダジャレ入門編）                   |
| 55   | 6月14日 | ドラマ   | ブースカ登場                                     |
| 56   | 6月17日 | ドラマ   | ゴモラとケムケム大師匠 (PART-10)                 |
| 57   | 6月18日 | 歌       | 快獣ブースカの歌                                 |
| 58   | 6月19日 | ドラマ   | 変身Q                                            |
| 59   | 6月20日 | 寄席     | うるとら漫才（ダジャレ中級編）                   |
| 60   | 6月21日 | ドラマ   | ゴモラとケムケム大師匠 (PART-11)                 |
| 61   | 6月24日 | ドラマ   | ブースカのお手伝い                               |
| 62   | 6月25日 | 歌       | ウルトラマンキッズの歌                           |
| 63   | 6月26日 | ドラマ   | ゴモラとケムケム大師匠 (PART-12)                 |
| 64   | 6月28日 | 寄席     | うるとら漫才（しりとり編）                       |
| 65   | 6月29日 | ドラマ   | 恋の争奪戦                                       |
| 66   | 7月1日  | ドラマ   | ぼくチャメゴン                                   |
| 67   | 7月2日  | 歌       | ジャンボーグA                                    |
| 68   | 7月3日  | ドラマ   | ゴモラとケムケム大師匠（PART-13)                 |
| 69   | 7月4日  | 寄席     | うるとら漫才（ダジャレ中級編）                   |
| 70   | 7月5日  | ドラマ   | 七夕の約束                                       |
| 71   | 7月8日  | ドラマ   | ゴモラとケムケム大師匠（PART-14)                 |
| 72   | 7月9日  | 歌       | マイティジャック                                 |
| 73   | 7月10日 | ドラマ   | みんなでかくれんぼ                               |
| 74   | 7月11日 | 寄席     | うるとら漫才（めざせ有名怪獣編）                 |
| 75   | 7月12日 | ドラマ   | はーいアルマでーす                               |
| 76   | 7月15日 | ドラマ   | いそげブースカ                                   |
| 77   | 7月16日 | 歌       | ファイヤーマン                                   |
| 78   | 7月17日 | ドラマ   | ぼくのペットが一番さ                             |
| 79   | 7月18日 | 寄席     | うるとら漫才（しりとり編2）                      |
| 80   | 7月19日 | ドラマ   | ゴモラとケムケム大師匠（PART-15）                |
| 81   | 7月22日 | ドラマ   | 田舎の兄弟またきたぞ!                            |
| 82   | 7月23日 | 歌       | ミラーマンの歌                                   |
| 83   | 7月24日 | ドラマ   | ブースカ・ピクニック                             |
| 84   | 7月25日 | 寄席     | うるとら漫才（俺達マイナー怪獣編）               |
| 85   | 7月26日 | ドラマ   | 大発明・ホレ薬                                   |
| 86   | 7月29日 | 寄席     | グドンとツインテルテル大師匠（PART－1）          |
| 87   | 7月30日 | 歌       | トリプルファイターの歌                           |
| 88   | 7月31日 | ドラマ   | ぼくが一番ウルトラマン                           |
| 89   | 8月1日  | 寄席     | うるとら漫才（夏のなぞかけ編）                   |
| 90   | 8月2日  | ドラマ   | 朝の散歩でドッキリ80                             |
| 91   | 8月5日  | ドラマ   | うるわしのドラコさん                             |
| 92   | 8月6日  | 歌       | ブースカ音頭                                     |
| 93   | 8月7日  | ドラマ   | ゴモラとケムケム大師匠（灼熱編）                 |
| 94   | 8月8日  | 寄席     | うるとら漫才（がんばれドリカス編）               |
| 95   | 8月9日  | ドラマ   | よろしくブースカANDチャメゴン                    |
| 96   | 8月12日 | ドラマ   | 田舎の兄弟・記念撮影                             |
| 97   | 8月13日 | 歌       | 戦え！ウルトラマンレオ                           |
| 98   | 8月14日 | ドラマ   | ゴモラとケムケム大師匠（ピッカピッカ編）         |
| 99   | 8月15日 | 寄席     | うるとら漫才（演歌の花道編3）                    |
| 100  | 8月16日 | ドラマ   | ピグモンの家出                                   |
| 101  | 8月19日 | ドラマ   | さよならピグタン                                 |
| 102  | 8月20日 | 歌       | 心を燃やすあいつ〜矢的猛の歌〜                   |
| 103  | 8月21日 | ドラマ   | ブースカ出現                                     |
| 104  | 8月22日 | 寄席     | うるとら漫才（ドリカスだじゃれに挑戦編）         |
| 105  | 8月23日 | ドラマ   | ゴモラとケムケム大師匠（どすこい編）             |
| 106  | 8月26日 | ドラマ   | ペットもいろいろ                                 |
| 107  | 8月27日 | 歌       | アンドロメロス                                   |
| 108  | 8月28日 | ドラマ   | ジラコの秘密                                     |
| 109  | 8月29日 | 寄席     | うるとら漫才（さすらいの刑事編）                 |
| 110  | 8月30日 | ドラマ   | ゴモラとケムケム大師匠（マラソン編)              |
| 111  | 9月2日  | ドラマ   | 昆虫探検・1                                      |
| 112  | 9月3日  | 歌       | ウルトラ警備隊の歌                               |
| 113  | 9月4日  | ドラマ   | 昆虫探検・2                                      |
| 114  | 9月5日  | 寄席     | うるとら漫才（やったかドリカス編）               |
| 115  | 9月6日  | ドラマ   | 昆虫探検・3                                      |
| 116  | 9月9日  | ドラマ   | ゴモラとケムケム大師匠（ケムケム無の境地編）     |
| 117  | 9月10日 | 歌       | TACのワンダバ一週間                              |
| 118  | 9月11日 | ドラマ   | ガリ勉キーラ                                     |
| 119  | 9月12日 | 寄席     | うるとら漫才（敬老の日編）                       |
| 120  | 9月13日 | ドラマ   | 岸壁GO! GO! GO!                                  |
| 121  | 9月16日 | ドラマ   | おい、秘密だぞ!                                  |
| 122  | 9月17日 | 歌       | キッズのチャチャチャ                             |
| 123  | 9月18日 | ドラマ   | ゴモラとケムケム大師匠（師匠はえらいもんやで編） |
| 124  | 9月19日 | 寄席     | うるとら漫才（怪獣名前クイズ編）                 |
| 125  | 9月20日 | ドラマ   | 虫の音楽会                                       |
| 126  | 9月23日 | ドラマ   | コダイゴンの受難                                 |
| 127  | 9月24日 | 歌       | 科学警備隊の歌                                   |
| 128  | 9月25日 | ドラマ   | キングジョー出現か?                              |
| 129  | 9月26日 | 寄席     | うるとら漫才（恐怖! ヤプールの歌編）             |
| 130  | 9月27日 | ドラマ   | キングジョー出現できた!!                         |
| 131  | 9月30日 | ドラマ   | ゴモラとケムケム大師匠（無限の大宇宙編）         |